# Carcoar-Stausee
Der Carcoar-Stausee ist ein Stausee in der Mitte des australischen Bundesstaates New South Wales im Verlauf des Belubula River 6 km oberhalb der Kleinstadt Carcoar. Er besitzt eine Betonbogenmauer mit freiem Überlauf, die 57 m hoch und 187 m breit ist. Bei Wasserhöchststand beträgt das Volumen des Stausees 35,8 Mio. m³. Der Überlauf ist für einen Durchlass von 105 Mio. m³/d ausgelegt.
Das Wasser des Stausees wird direkt in den Belubula River abgelassen, wo es zur Bewässerung des Landes genutzt wird.
Der Staudamm ist in beide Richtungen gekrümmt.

## Feuchtgebiete

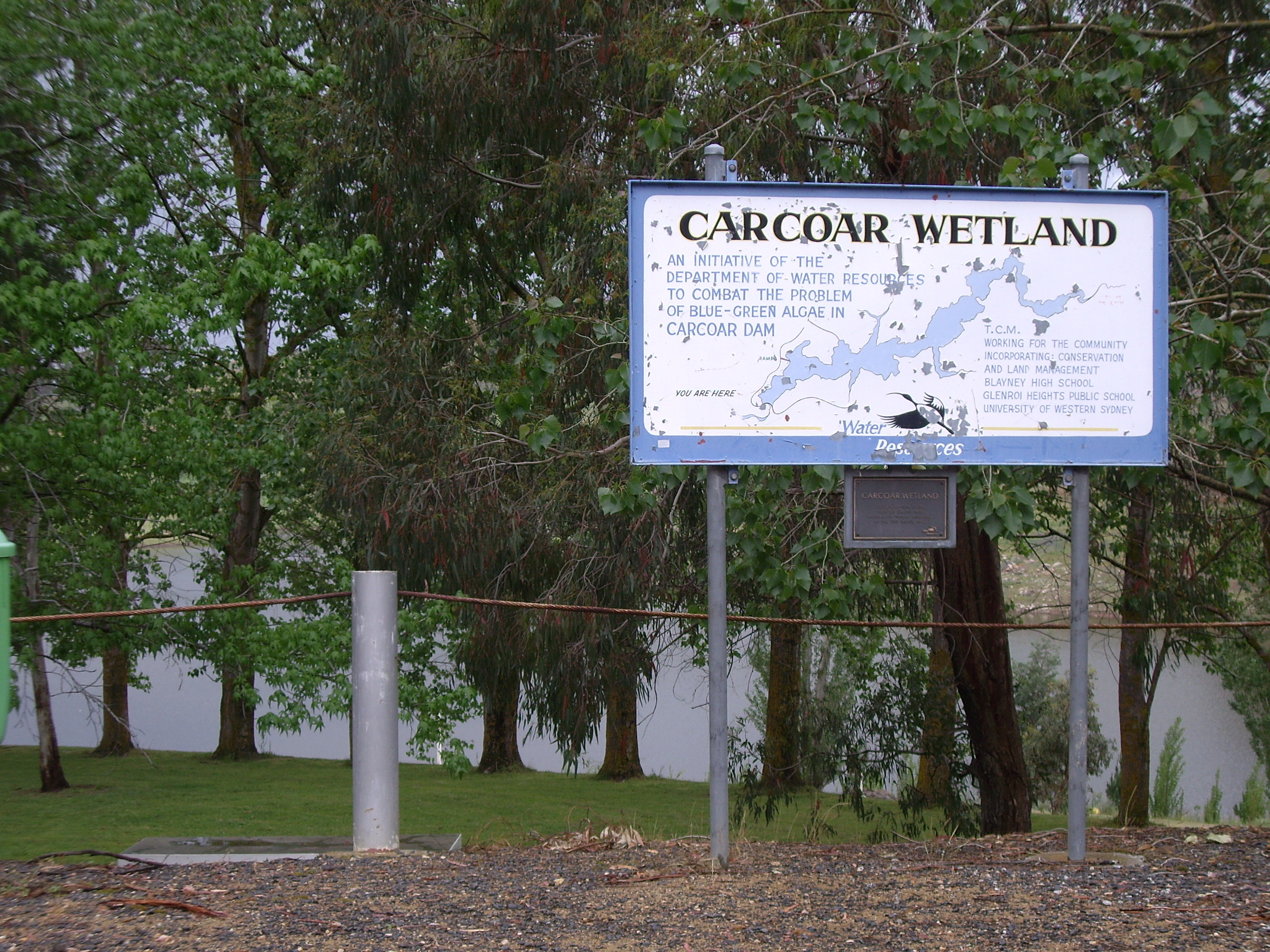
Feuchtgebiete am Carcoar-Stausee

Anfang der 1990er-Jahre förderte die Regierung von New South Wales die Anlage von Feuchtgebieten am Carcoar-Stausee, um die Blaualgen zu vermindern, die den See für die Freizeitnutzung unbrauchbar gemacht hatten. Sogar für die Tränkung von Haustieren war das Wasser des Staudamms wegen des Algenbefalls nicht mehr zu gebrauchen. Die Feuchtgebiete sollten als Sinkbecken für Nährstoffe dienen, bevor diese den Stausee erreichten.